# Drosophila neobaimai
Drosophila neobaimai este o specie de muște din genul Drosophila, familia Drosophilidae, descrisă de Singh și Dash în anul 1998. Conform Catalogue of Life specia Drosophila neobaimai nu are subspecii cunoscute.